# Io sarò la tua idea/Jesus
Io sarò la tua idea / Jesus pubblicato nel 1975 è un 45 giri della cantante italiana Iva Zanicchi

## Tracce
Lato A
- Io sarò la tua idea - 3:20 - (Testo: Camillo Castellari-Musica:Corrado Castellari)

Lato B
- Jesus - 4:30 - (Testo: Camillo Castellari-Musica:Corrado Castellari)